# Sempiternal Deathreign
Sempiternal Deathreign (v překladu z angličtiny věčná vláda smrti) byla nizozemská death/doom metalová kapela založená v listopadu roku 1986 ve městě Gouda zpěvákem a kytaristou Frankem Fassem, baskytaristou Victorem van Drie a bubeníkem Mishou Hakem.

## Historie
V době vzniku kapely byly populární metalové skupiny jako Venom, Exodus, Metallica a Slayer. V Nizozemsku byl v kurzu i německý thrash metal reprezentovaný zejména kapelami jako Destruction, Kreator a Sodom. Sempiternal Deathreign čerpali inspiraci i u amerických veličin Trouble a Possessed, britských Napalm Death a švýcarských Messiah.
Milníkem pro Sempiternal Deathreign bylo vydání první dlouhohrající desky Death Scream Bloody Gore, tehdy se členové kapely rozhodli jít cestou nového hudebního směru – death metalu, avšak díky Victorově zálibě v alternativních kapelách jako Swans (USA) a Gore (Nizozemsko) s pomalým a těžkopádným pojetím. Tím se Sempiternal Deathreign zařadili mezi vůbec první death-doomové formace v undergroundu. Jako další hudební tělesa, která je ovlivnily, by se dala jmenovat Massacre, Celtic Frost, Cryptic Slaughter, Post Mortem, Candlemass a Black Sabbath.
Roku 1987 kapela nahrála své první demo Rehearsel následované o rok později druhou demonahrávkou s názvem Creepshow.

Debutové a zároveň jediné studiové album The Spooky Gloom bylo vydáno v roce 1989 firmou Foundation 2000. Nahrávalo se během pěti dnů ve studiu Stonesound za výpomoci bubeníka Rema van Arnhem z Thanatos. Krátce po vydání desky se Sempiternal Deathreign rozpadli.

V podobném hudebním stylu však pokračovali jejich krajané Asphyx.

## Diskografie
Dema
- Rehearsel (1987)
- Creepshow (1988)

Studiová alba
- The Spooky Gloom (1989)